# Rover Streetwise

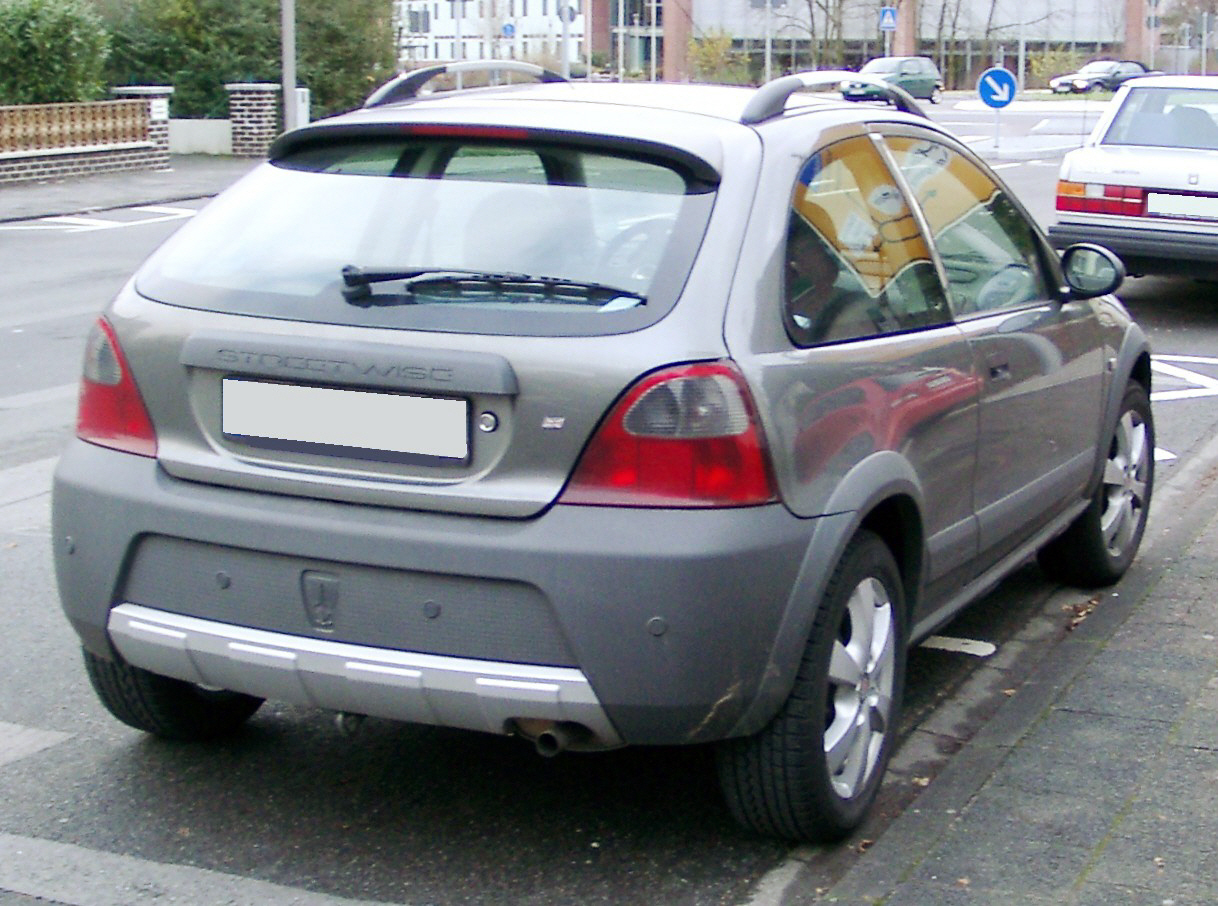
Rover Streetwise Dreitürer

Der Rover Streetwise ist ein Kleinwagen der Marke Rover, der ab August 2003 angeboten wurde. Als Basis diente der Ende 1999 eingeführte Rover 25.
Im Mai 2005 wurde die Produktion des Streetwise, wie auch aller anderen Rover-Fahrzeuge, eingestellt.

## Design
Die Karosserie war mit voluminösen Stoßfängern und seitlichen Rammschutzleisten versehen. Die damit einhergehenden Assoziationen an einen SUV waren von MG-Rover beabsichtigt. Der geländegängig aussehende Streetwise war als Fahrzeug mit Frontantrieb konstruiert, besaß aber eine größere Bodenfreiheit als der Rover 25. Obwohl er viele stilistische Details mit dem Rover 25 teilte, setzte er sich durch große Kunststoffstoßfänger aus grauem oder schwarzem Kunststoff optisch vom Parallelmodell ab. Die Scheinwerfer und die Nebellampen entsprachen anders als beim normalen Serienmodell denen des Rover 25 (1999–2005). Die meisten Ausführungen besaßen serienmäßig 16"-Räder, außerdem komplettierte eine Dachreling die SUV-Optik.

## Sonderausstattungen
Für den Streetwise gab es bei der Innenausstattung die Wahl zwischen 4 oder (optional) 5 Sitzplätzen. Standard waren 4 Sitzplätze, wobei die hinteren Körperform-Einzelsitze in Teil-Lederausstattung waren und eine Mittelarmlehne besaßen. Alle Modelle verfügten über elektrische Fensterheber vorne, Fahrer- und Beifahrerairbag, BAS und ein ABS. Die S- und SE-Modelle waren mit einem Lederlenkrad, Lederverkleidung am Schalthebel und einer Klimaanlage erhältlich. Die Schalter für die elektrischen Fensterheber wurden beim 3-türigen Modell in der Nähe der Handbremse angeordnet. Viele Schalter erhielten ein neues Design und waren mit Chromverzierungen umrahmt. Alle Streetwise-Modelle hatten einen sog. „Trafficmaster“ (die frühe Form eines Navigationssystems) sowie einen CD-Spieler als Grundausstattung. Der Streetwise war zudem mit Parksensoren hinten ausgestattet, entweder als Sonderausstattung oder bei den teureren Modellen serienmäßig.

## Motoren
Für den Streetwise standen drei Benzinmotoren (1,4 Liter; 1,6 Liter; 1,8 Liter „Stepspeed“ (Automatic) ) und ein 2,0 Liter Turbodiesel zur Auswahl.

## Nach Produktionsende
Nach dem Insolvenz der MG Rover Group zogen viele Leute ihren Nutzen aus Preisabschlägen (bis zu 50 Prozent), die auf einige Modellreihen geboten wurden. 2005 kostete ein gebrauchter Streetwise 2.0 TD SE mit weniger als 10000 Meilen (16000 km) bei einem ursprünglichen Neupreis von 12000 GBP nur noch 6000–6500 GBP (Vor dem Zusammenbruch der MG Rover Group lag der Gebrauchtwagenpreis bei 9500 GBP). Sogar der sonst selten zufriedenzustellende britische Automobiljournalist Jeremy Clarkson riet den Interessenten zum Kauf eines Rover, es gab aber auch gegenteilige Empfehlungen.
Auch herrschte im Sommer 2005 noch keine Klarheit darüber, ob Rover-Ersatzteile weiterhin allgemein verfügbar sein würden. Da aber bereits Ende 2004 das komplette Ersatzteilgeschäft an die Firma Caterpillar Logistics abgestoßen worden war, kam es nur selten zu Lieferengpässen. Darüber hinaus gaben damals einige Händler von sich aus Garantien, ungeachtet der Tatsache, dass MG-Rover als nicht mehr existierende Firma für derartige Verpflichtungen nicht mehr einstehen konnte.